# OMG (canção)
"OMG" é uma canção do cantor de R&B norte-americano Usher com a participação de will.i.am, lançada no dia 22 de Março de 2010 como primeiro single internacional e quarto do seu álbum sexto de estúdio Raymond vs. Raymond. Foi escrita por William Adams e Usher.
O single vendeu mais de 6,9 milhões downloads e esteve entre os dez mais vendidos de 2010, de acordo com o ranking da IFPI.

## Antecedentes e composição

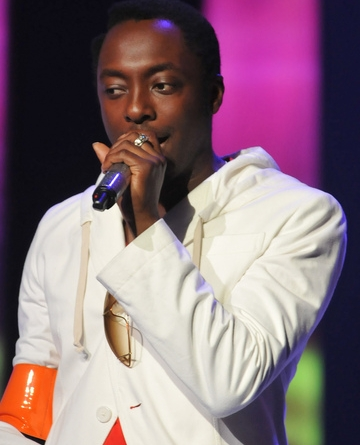
will.i.am do Black Eyed Peas escreveu e produziu a canção.

"OMG" foi escrita e produzida pelo membro, fundador e líder do Black Eyed Peas, will.i.am. A melodia foi gravada nos Chung King Studios em Nova Iorque. Dylan "3-D" Dresdow mixou a gravação nos Paper V.U. Studios em Hollywood. O sample da multidão gritando "owowowo" na música foi gravada por will.i.am de um público de um programa de TV francês Taratata.
"OMG" é um pop midtempo, que vem de subgêneros como dance-pop e synthpop, e é também influêncidado pelo R&B. A música também fundi ritmos da eurodance. Várias linhas apresentam o efeito auto-tune, e faz uso de "hipnótico" de palmas. A música é definida em tempo comum, e tem um tempo de 130 batidas por minuto. Ela é escrita em tom de mi menor, e os vocais de Usher vão desde a nota baixa G3 até altas como E5. É seguida por uma progressão de acordes Em–D–Bm7–C6. will.i.am começa a música com a estrofe, "Oh my gosh" então Usher começa cantando o coro. Ele canta o coro e depois o segundo verso, antes will.i.am canta seu verso. "OMG" termina com  vocais estendidos. Mikael Wood do The Los Angeles Times disse que a letra é sobre um encontro de Usher com uma mulher em alguma balada.
Em 2010, a WYOY comparou partes dos versos de Usher com uma música cantada por Homer Simpson em Dude, Where's My Ranch?, um episódio da série The Simpsons. A cadência na linha, "Honey got a booty like pow, pow, pow. Honey got some boobies like wow, oh wow" cinoparada com a melodia de Homer, "Christmas in December, wow wow wow. Give me tons of presents, now now now." Simon Vozick-Levinson do Entertainment Weekly discordou, chamando as semelhanças "uma coincidência aleatória".

## Recepção da crítica
A música tem critica mista, com a maioria dos críticos desaprovando o auto-tune, e a produção e aparição de will.i.am. Edna Gundersen do USA Today disse que Usher parecia "disligado" na canção, e deixou will.i.am. usar o auto-tune "pra cacete". Greg Kot do Chicago Tribune disse que a música foi uma das faixas onde a produção ficou ruim em Raymond v. Raymond, chamando a música de outra formula chata de auto-tune por will.i.am. The New York Daily News said that the song is "as annoying as the tech-speak it mimics." Andrew Winistorfer do Prefix Magazine diz que "Lil Freak" é o grande single do álbum.  Winistorfer também disse que Usher trouxe de volta o seu "mau gosto" em colaboradores desde Lil Jon em "Yeah!", dizendo que este último sobre esta canção seria uma melhoria.
James Reed do Boston Globe disse que Usher ganharia "melhores tarifas" com a colaboração. Mikael Wood do The Los Angeles Times elogio o sigle groove. Caroline Sullivan do The Guardian, chamou a faixa "irresistível". Monica Herrera da Billboard revista disse que a canção, como "Yeah!", atraiu um público mais amplo e sintonizado com as baladas. Herrera disse que "a letra é hipnótica batendo palmas como num jogo de futebol".

## Videoclipe

Homenagem no vídeo para Max Headroom.

Usher e will.i.am gravaram o vídeo no fim de semana de 06 de marco de 2010.  O vídeo foi dirigido por Anthony Mandler. Em uma entrevista ao Rap-Up, Mandler falou sobre o conceito do vídeo: "O vídeo é um espetáculo. Realmente enfatiza o que nós amamos no Usher e o caráter e o ícone que ele é, e o mais importante, é realmente um vídeo que mostra o seu estrelato". O vídeo foi lançado em 30 de Março de 2010, na VEVO e na AMTV. Segundo Mandler, a ideia original para o vídeo foi citar Max Headroom um personagem fictício de inteligência artificial da televisão britânica 1980.  A referência é feita quando Usher é visto em uma televisão piscando no início do vídeo. Mandler especifica, comentando, "Max Headroom estava sempre em seu quarto", continuou ele, "esta sala não identifica os anos 80 mas eu usei isso como inspiração."  Usher afirmou que ele queria fazer algo teatral e divertido, e que, enquanto will.i.am trazia o som internacional, ele queria trazer o produtor para o seu mundo", trabalhando fora de si, como artistas, mas a fotografia seria artística e incrível." Mandler descreveu o visual no clipe como "Hitchcock" assim como simplesmente capturar Usher no seu elemento padrão, ele disse que queria o talento do cantor de R&B. Ele explicou ainda, afirmando:
| “ | O conceito era criar um mundo onde colocamos Usher em um espaço onde ele faz o que eu acho que ele faz melhor do que ninguém no mundo, que é executar em um nível e magnitude de um superstar e levar-nos, o espectador, seja audível ou visual, em uma jornada, não um passeio. E, na medida em que, eu queria criar uma imprevisibilidade, então um conjunto leva a outra e mais outra, e você nunca sabe o que vai acontecer. Ao longo do caminho, Usher se torna o nosso guia. Nós estamos tão focados sobre ele, nós não notamos a mudança. A coisa está se revelando pouco a pouco, e você não consegue ver com antecedência para saber o que vai vir em seguida. | ” |

O vídeo começa com Usher piscando em uma televisão no quarto, antes de vê-lo em uma cena dançando com um fundo azul de luzes piscando, e will.i.am é mostrado em uma sala similar com luzes vermelhas piscando. Usher é mostrado com as suas dançarinas de fundo em um quarto branco. Na cena ele veste um par de óculos que mostram as dançarinas dançando através da lente. Usher, em seguida, danças na frente de um muro de concreto, com bailarinos que aparece como sombras. Como will.i.am. executa seus versos, ele e Usher são vistos em seus quartos correspondentes com luzes piscando. Após isso, Usher fuma um charuto e dança com bailarinos de fundo em uma área como uma arena, enquanto ele também é acompanhado por bailarinas com luzes piscando no chão, o vídeo que termina com Usher sendo mostrado na televisão piscando.

## Faixas e formatos
| German CD single |          |         |  |
| N.º              | Título   | Duração |  |
| 1.               | "OMG"    | 4:28    |  |
| 2.               | "Papers" | 4:20    |  |

| OMG - The Remixes |                               |         |  |
| N.º               | Título                        | Duração |  |
| 1.                | "OMG (Almighty Mix)"          | 06:35   |  |
| 2.                | "OMG (Riva Starr Remix)"      | 6:49    |  |
| 3.                | "OMG (Ripper Dirty Club Mix)" | 7:48    |  |
| 4.                | "OMG (Ripper Mix Comercial)"  | 4:25    |  |
| 5.                | "OMG (Gucci Mane Remix)"      | 4:18    |  |

| OMG - The Remix EP |                                  |         |  |
| N.º                | Título                           | Duração |  |
| 1.                 | "OMG (Cory Enemy Club Mix)"      | 5:51    |  |
| 2.                 | "OMG (Cory Enemy Dub Mix)"       | 5:51    |  |
| 3.                 | "OMG (Kovas Ghetto Beat Mix)"    | 5:34    |  |
| 4.                 | "OMG (Don Vito 2 The Left Mix)"  | 4:41    |  |
| 5.                 | "OMG (Disco Fries Extended Mix)" | 6:38    |  |
| 6.                 | "OMG (Instrumental Version)"     | 4:29    |  |